# 篠崎愛 (ゴルファー)
篠崎 愛（しのざき まな、1997年10月8日 - ）は、日本の女子プロゴルファーである。栃木県出身。宇都宮文星女子高等学校卒業。身長156cm、体重47kg。マナGC所属。

## 経歴
父親の影響で5歳からゴルフを始める。BS日テレのゴルフ番組『ゴルフサバイバル』では、出場した「2018年12月の陣」及び「2019年11月の陣」でいずれも優勝している。
新型コロナウイルスの影響で2021年に延期された2020年度プロテストに5度目の挑戦で合格し、晴れてプロゴルファーとなった。

## 主な成績

### 2019年　国内ツアー
| 04/04-04/07 | 国内女子       | ヤマハレディースオープン葛城            | 予落 | +12 | 156 |
| 03/26-03/27 | ステップアップ | rashink×RE SYU RYU/RKBレディース        | 105  | +17 | 161 |
| 03/22-03/24 | 国内女子       | Tポイント×ＥＮＥＯＳ ゴルフトーナメント | 予落 | +7  | 149 |

### 2022年　国内ツアー
| 10/26-10/28 | ステップアップ | 宍戸ヒルズレディース森ビルカップ | 優勝 | -11 | 205 |